# 馮去疾
馮 去疾（ふう きょしつ、生年不詳 - 紀元前208年）は、秦の政治家。

## 人物
趙の華陽君馮亭の後裔とされる。始皇37年（紀元前210年）、始皇帝が最後の巡遊に出たとき、去疾は右丞相として咸陽の留守をまもった。二世元年（紀元前209年）、二世皇帝が東方に巡行し、始皇帝の作った始皇七刻石に追記したとき、去疾は李斯とならぶ丞相として名を刻まれた。またこの年に作られた度量衡の基準となる権量銘には、「丞相斯去疾」とあり、丞相として李斯と去疾が列していたことが考古的にも裏づけられる。二世2年（紀元前208年）、去疾は李斯や馮劫らとともに「関東で反乱が続発しているのは、軍役や労役の負担が重く、租税が高いからであり、阿房宮の造営を中止し、辺境の軍役を減らすようにお願いしたい」と二世皇帝に上奏した。しかし二世皇帝は聞き入れず、李斯・馮去疾・馮劫の3人は獄に下され、余罪を追及された。去疾と馮劫は「将相は辱められず」といって自殺した。